# تاریک‌مرغ جارزن
تاریک‌مرغ جارزن (نام علمی: Lipaugus vociferans) نام یک گونه از سرده مرغ‌های تاریک است.

## نگارخانه

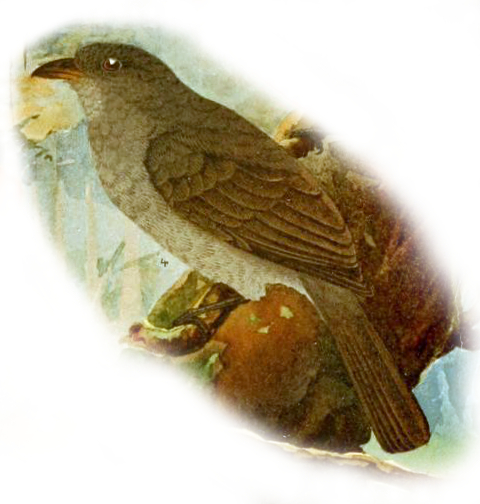